# Bundibugyo
Bundibugyo – miasto w Ugandzie, stolica dystryktu Bundibugyo.